# Pardosa cavannae
Pardosa cavannae là một loài nhện trong họ Lycosidae.
Loài này thuộc chi Pardosa. Pardosa cavannae được Eugène Simon miêu tả năm 1881.